# Claus Thomas Nielsen
Claus Thomas Nielsen (født 27. februar 1962), er en dansk præst og teolog uddannet fra Aarhus Universitet i 1991. Har siden 1991 været præst i Stauning Sogn ved Skjern. Claus Thomas Nielsen er kendt som konservativ skribent og debattør med tilknytning til Tidehvervsbevægelsen og har i den forbindelse i 2010 deltaget i Kirkeministeriets kommission vedrørende vielser af homoseksuelle.

## Stauningsagen
I 2002 blev Claus Thomas Nielsen involveret i en af den danske folkekirkes mest bitre sager mellem en sognepræst og et menighedsråd. Sagen blev dækket flittigt i medierne og bundede i anklager rejst af menighedsrådsformanden Knud Jensen. Claus Thomas Nielsen blev senere frikendt for alle anklager. Efterfølgende kritiserede statsadvokaten kraftigt vicepolitiinspektør Knud Jensen (menighedsrådsformand) for dennes opførsel i sagen.